# بيتر ماكلوي
بيتر ماكلوي (بالإنجليزية: Peter McCloy)‏ هو لاعب كرة قدم بريطاني في مركز حراسة المرمى، ولد في 16 نوفمبر 1946 في Girvan ‏ في المملكة المتحدة. شارك مع منتخب اسكتلندا لكرة القدم. أما مع النوادي، فقد لعب مع نادي رينجرز ونادي ماذرويل وهارت أوف ميدلوثيان.

## وصلات خارجية
- بيتر ماكلوي على موقع الاتحاد الإسكتلندي (الإنجليزية)
- بيتر ماكلوي على موقع قاعدة بيانات كرة القدم.إي يو (الإنجليزية)
- بيتر ماكلوي على موقع ناشيونال فوتبول تيمز (الإنجليزية)
- بيتر ماكلوي على موقع عالم كرة القدم.نت (الإنجليزية)